# Sophia Magdalena van Brandenburg-Bayreuth
Sophia Magdalena van Brandenburg-Bayreuth (Schönberg, 28 november 1700 - kasteel Christiansborg (Kopenhagen), 27 mei 1770) was een prinses uit het huis Hohenzollern en van 1730 tot de dood van haar man in 1746 koningin van Denemarken.
Sophia Magdalena stamde uit de Bayreuther-zijlinie van de jongere Frankische tak van het in Pruisen, Bayreuth en Hohenzollern regerende huis Wittelsbach. Zij was de dochter van Christiaan Hendrik van Brandenburg-Bayreuth (1661-1708) en Sophie Christiane van Wolfstein (1667-1737). Sophia Magdalena trouwde in 1721 met de Deense prins Christiaan, die van 1730 tot 1746 als Christiaan VI koning van Denemarken en Noorwegen was.
Sophia Magdalena was in Denemarken bijzonder impopulair; zij was een kwezel en trok zich met haar eveneens strikt religieuze echtgenoot vrijwel uit het openbare leven terug. Voor het hof en voor de Deense bevolking waren de absoluut regerende koning en zijn vrouw onbereikbaar. Zij reisden van kasteel naar kasteel in rijtuigen met gesloten gordijnen. Denemarken maakte tijdens het bewind van Christiaan VI een diepe economische crisis door en veel mensen leden honger. Desondanks bouwde het koningspaar twee reusachtige nieuwe kastelen en werd voor de kroning van de nieuwe koningin een nieuwe kroon vervaardigd. Sophie wilde de kroon van de door haar gehate koningin Anne Sophie Reventlow niet dragen. Het huwelijk tussen Christiaan en Sophie was gelukkig; zozeer zelfs dat zij een Ridderorde, de "Ordre de l'Union Parfait", instelden om hun tienjarig huwelijk te vieren.

## Kinderen uit hun huwelijk
- Frederik (1723-1766), de latere koning Frederik V van Denemarken
- Louise (1724-1724), prinses van Denemarken
- Louise, (1726-1756), gehuwd met Ernst Frederik III Karel van Saksen-Hildburghausen

Koningin Sophia Magdalena liet het nageslacht een bijzondere juwelenverzameling na en zij liet vastleggen dat deze juwelen niet mochten verdeeld onder de erfgenamen van de Deense koningen maar als onvervreemdbare kroonjuwelen moesten worden bewaard.